# Định giá chuyển nhượng
Định giá chuyển nhượng (hoặc thường được gọi một cách chưa chính xác là chuyển giá) trong thuế và kế toán đề cập đến các quy tắc và phương pháp xác định mức giá cho các giao dịch giữa các doanh nghiệp có mối quan hệ liên kết. Do các giao dịch xuyên biên giới giữa những bên có mối quan hệ liên kết có thể dẫn đến chênh lệch về thu nhập chịu thuế, cơ quan thuế ở nhiều quốc gia có thể điều chỉnh giá chuyển nhượng nội bộ khác với các doanh nghiệp độc lập được giao dịch theo nguyên tắc thị trường (nguyên tắc giao dịch độc lập). OECD và Ngân hàng Thế giới khuyến nghị các quy tắc định giá chuyển nhượng dựa trên nguyên tắc giao dịch độc lập và 19 trong số 20 thành viên của G20 đã áp dụng các biện pháp tương tự thông qua các hiệp ước, luật pháp hoặc quy định hành chính trong nước. Quốc gia có luật định giá chuyển nhượng thường tuân theo Nguyên tắc Giá chuyển nhượng của OECD đối với các doanh nghiệp đa quốc gia và các cơ quan thuế ở hầu hết các khía cạnh, mặc dù các quy tắc của họ có thể khác nhau về một số chi tiết quan trọng tùy thuộc vào tình hình kinh tế của mỗi quốc gia.
Khi được thông qua, quy tắc giá chuyển nhượng cho phép cơ quan thuế điều chỉnh giá cho hầu hết các giao dịch liên kết xuyên biên giới, bao gồm chuyển nhượng tài sản hữu hình hoặc vô hình, các nghiệp vụ cung cấp dịch vụ và các nghiệp vụ cho vay. Ví dụ, cơ quan thuế có thể tăng thu nhập chịu thuế của một công ty bằng cách điều chỉnh giảm mức giá mua hàng hóa từ nhà sản xuất ở nước ngoài là một doanh nghiệp có quan hệ liên kết với công ty đó  hoặc điều chỉnh tăng phí bản quyền mà công ty đó phải tính phí cho các công ty con ở nước ngoài khi cung cấp quyền sử dụng độc quyền công nghệ hoặc thương hiệu. Những điều chỉnh này thường được tính bằng cách sử dụng một hoặc nhiều phương pháp định giá chuyển nhượng được nêu rõ trong hướng dẫn của OECD  và phải chịu sự xem xét tư pháp hoặc các cơ chế giải quyết tranh chấp khác.
Mặc dù việc định giá chuyển nhượng đôi khi được các nhà bình luận trình bày không chính xác như là một kỹ thuật lách thuế (chuyển giá), thuật ngữ này đề cập đến một tập hợp các yêu cầu quản lý hành chính và thực chất được áp đặt bởi chính phủ đối với người nộp thuế nhất định. Tuy nhiên, giá nội bộ - đặc biệt là lãi của các khoản vay và phí sử dụng tài sản vô hình - đóng một vai trò lớn trong việc lách thuế của doanh nghiệp, và đó là một trong những vấn đề được xác định khi OECD đưa ra hành động xói mòn cơ sở tính thuế và dịch chuyển lợi nhuận (BEPS) kế hoạch vào năm 2013. Các báo cáo BEPS cuối cùng của OECD vào năm 2015 kêu gọi báo cáo theo từng quốc gia  và các quy tắc chặt chẽ hơn về chuyển giao rủi ro và tài sản vô hình nhưng khuyến nghị tiếp tục tuân thủ theo nguyên tắc giá thị trường. Những khuyến nghị này đã bị chỉ trích bởi nhiều người nộp thuế và các công ty dịch vụ chuyên nghiệp vì đã né khỏi các nguyên tắc đã được thiết lập  và bởi một số nhóm học giả và vận động vì đã không thực hiện thay đổi đầy đủ.
Giá chuyển nhượng không nên được xem như là một hành động của gian lận hóa đơn thương mại, đây là một kỹ thuật để che giấu hành động chuyển khoản bất hợp pháp bằng cách báo cáo giá không có thực trên hóa đơn nộp cho các quan chức hải quan. Bởi vì cả hai thường liên quan đến việc định giá sai, nhiều kế hoạch tránh thuế mạnh mẽ của các tập đoàn đa quốc gia có thể dễ dàng bị nhầm lẫn với thông tin sai lệch thương mại. Tuy nhiên, chúng nên được coi là vấn đề chính sách riêng biệt với các giải pháp riêng biệt, theo Công ty Liêm chính Tài chính Toàn cầu, một nhóm nghiên cứu và hoạt động phi lợi nhuận tập trung vào việc chống lại các luồng tài chính bất hợp pháp.

## Nhìn chung
Hơn sáu mươi chính phủ đã áp dụng các quy tắc giá chuyển nhượng, trong hầu hết các trường hợp (với các ngoại lệ đáng chú ý của Brazil và Kazakhstan) dựa trên nguyên tắc thị trường. Quy tắc của gần như tất cả các quốc gia cho phép các doanh nghiệp định giá giao dịch với bên liên kết theo bất kỳ cách nào, nhưng cho phép cơ quan thuế điều chỉnh các mức giá đó (cho mục đích tính nghĩa vụ thuế) khi giá được tính nằm ngoài biên độ giá thị trường. Hầu hết, nếu không phải tất cả, chính phủ cho phép điều chỉnh bởi cơ quan thuế ngay cả khi doanh nghiệp không có ý định tránh hoặc trốn thuế. Các quy tắc thường yêu cầu yếu tố thị trường, chức năng, rủi ro và điều khoản mua bán của các giao dịch hoặc hoạt động cho các mặt hàng của bên không có quan hệ liên kết tương đồng một cách hợp lý đối với các giao dịch của bên liên kết hoặc mức lợi nhuận được kiểm tra.
Việc điều chỉnh giá thường được thực hiện bằng cách điều chỉnh thu nhập chịu thuế của tất cả các bên liên kết trong phạm vi quyền tài phán, cũng như điều chỉnh bất kỳ khoản khấu trừ nào hoặc các loại thuế khác áp đặt cho các bên nằm ở ngoài phạm vi quyền hạn. Các hành động điều chỉnh như vậy thường được thực hiện sau khi nộp tờ khai thuế. Ví dụ: nếu Bigco Hoa Kỳ tính phí cho Bigco Đức cho máy móc được chuyển giao, cơ quan thuế của Hoa Kỳ hoặc Đức có thể điều chỉnh giá khi kiểm tra tờ khai thuế tương ứng. Sau khi điều chỉnh, người nộp thuế thường được cho phép (ít nhất là bởi chính phủ điều chỉnh) thực hiện thanh toán với giá sau khi điều chỉnh.
Hầu hết các hệ thống thuế cho phép việc xác định và đánh giá mức giá chuyển nhượng bằng nhiều phương pháp, với điều kiện phương pháp đó là phù hợp và được dựa trên dữ liệu đáng tin cậy, để kiểm tra giá giao dịch giữa các bên có quan hệ liên kết. Trong số các phương pháp thường được sử dụng là: so sánh giá giao dịch độc lập, giá vốn cộng lãi, giá bán lại và các phương pháp dựa trên lợi nhuận. Nhiều hệ thống có sự phân biệt giữa các phương pháp dùng cho giao dịch hàng hóa với các phương pháp dùng cho dịch vụ hoặc sử dụng tài sản do sự khác biệt vốn có về những khía cạnh kinh doanh của các loại giao dịch đa dạng. Một số hệ thống thuế cung cấp cơ chế chia sẻ hoặc phân bổ chi phí mua tài sản (bao gồm cả tài sản vô hình) giữa các bên liên kết theo cách được thiết kế để giảm tranh cãi về thuế. Một số nước đã cấp phép cho cơ quan thuế của họ để điều chỉnh giá giữa các bên có quan hệ liên kết. Nhiều ủy quyền như vậy, bao gồm cả Hoa Kỳ, Vương quốc Anh, Canada và Đức, cho phép điều chỉnh trong nước cũng như quốc tế. Một số ủy quyền chỉ áp dụng quốc tế.
Ngoài ra, hầu hết các hệ thống thuế nhận ra rằng giá thị trường có thể không phải là một mức giá cụ thể mà là một biên độ các giá trị tuân thủ nguyên tắc giá thị trường. Một số hệ thống cung cấp các biện pháp để đánh giá liệu một mức giá trong phạm vi đó có được coi là giá đáp ứng tiêu chuẩn thị trường hay không, chẳng hạn như biên độ tứ phân vị được sử dụng trong các quy định của Hoa Kỳ. Sự chênh lệch đáng kể giữa các điểm trong biên độ tứ phân vị có thể cho thấy tình trạng thiếu độ tin cậy của dữ liệu. Độ tin cậy thường được cho là được cải thiện bằng cách sử dụng dữ liệu nhiều năm.
Hầu hết các quy tắc yêu cầu cơ quan thuế xem xét những giao dịch thực tế giữa các bên có quan hệ liên kết và chỉ cho phép điều chỉnh đối với các giao dịch thực tế. Nhiều giao dịch có thể được đánh giá trên cơ sở tổng hợp hoặc đánh giá riêng từng giao dịch và đánh giá có thể sử dụng thông qua dữ liệu nhiều năm. Ngoài ra, các giao dịch có bản chất kinh tế khác với hình thức của chúng có thể được kiểm tra lại căn cứ trên bản chất kinh tế theo luật của nhiều hệ thống.
Điều chỉnh giá chuyển nhượng là một tính năng của nhiều hệ thống thuế kể từ những năm 1930. Hoa Kỳ đã đi đầu trong việc xây dựng các hướng dẫn xác định giá chuyển nhượng toàn diện, chi tiết với Sách trắng ban hành năm 1988 và các đề xuất ban hành vào năm 1990-1992, cuối cùng đã trở thành quy định chính thức vào năm 1994. Năm 1995, OECD ban hành các hướng dẫn về giá chuyển nhượng và mở rộng thêm trong những năm 1996 và 2010  Hai bộ hướng dẫn tương tự nhau và có những nguyên tắc nhất định được nhiều quốc gia tuân thủ. Các hướng dẫn của OECD đã được nhiều quốc gia thuộc Liên minh châu Âu chính thức áp dụng với rất ít hoặc hầu như không có sửa đổi.

## So sánh
Hầu hết các quy tắc cung cấp các tiêu chuẩn khi giá của các bên độc lập, giao dịch, lợi nhuận hoặc các mặt hàng khác được coi là đủ độ tương đồng cho việc đánh giá các mặt hàng liên quan của bên liên kết. Các tiêu chuẩn như vậy thường yêu cầu dữ liệu được sử dụng trong so sánh là đáng tin cậy và các phương tiện được sử dụng để so sánh tạo ra kết quả đáng tin cậy. Các quy tắc của Hoa Kỳ và OECD yêu cầu phải thực hiện các điều chỉnh một cách đáng tin cậy cho tất cả các khác biệt (nếu có) giữa các giao dịch của bên liên kết và các so sánh có mục đích có thể ảnh hưởng nghiêm trọng đến tình trạng được kiểm tra. Trường hợp không thể điều chỉnh một cách đáng tin cậy như vậy, độ tin cậy của hành động so sánh là không chắc chắn. Giá có thể so sánh được kiểm tra với phương pháp so sánh giá giao dịch độc lập thường được coi là tăng cường bằng cách sử dụng nhiều dữ liệu. Các giao dịch không được thực hiện trong quá trình kinh doanh thông thường thường không được coi là có thể so sánh với các giao dịch được thực hiện trong quá trình kinh doanh thông thường. Trong số các yếu tố phải được xem xét trong việc xác định so sánh là:
- bản chất của tài sản hoặc dịch vụ được cung cấp giữa các bên,
- phân tích chức năng của các giao dịch và các bên,
- so sánh các điều khoản hợp đồng (cho dù bằng văn bản, bằng lời nói hoặc ngụ ý từ hành vi của các bên) và
- so sánh các điều kiện kinh tế quan trọng có thể ảnh hưởng đến giá, bao gồm các tác động của các cấp thị trường và thị trường địa lý khác nhau.

### Phân tích bản chất của tài sản hoặc dịch vụ
Khả năng so sánh là tốt nhất khi các khoản mục giống hệt nhau được đem ra so sánh. Tuy nhiên, trong một số trường hợp, có thể thực hiện các điều chỉnh một cách đáng tin cậy cho sự khác biệt trong các khoản mục cụ thể, chẳng hạn như sự khác biệt về tính năng hoặc chất lượng. Ví dụ, giá vàng có thể được điều chỉnh dựa trên trọng lượng của vàng thật (một ounce vàng 10 cara sẽ bằng một nửa giá của một ounce vàng 20 cara).

### Phân tích chức năng và rủi ro
Người mua và người bán có thể thực hiện các chức năng khác nhau liên quan đến việc trao đổi và thực hiện các rủi ro khác nhau. Ví dụ, người bán máy có thể hoặc không thể có các hoạt động bảo hành máy móc. Giá mà người mua sẽ trả có thể bị ảnh hưởng bởi sự khác biệt này. Trong số các chức năng và rủi ro có thể ảnh hưởng đến giá là:
- Phát triển sản phẩm
- Sản xuất và lắp ráp
- Tiếp thị và quảng cáo
- Vận tải và kho bãi
- Rủi ro tín dụng
- Rủi ro lỗi thời sản phẩm
- Rủi ro thị trường và kinh doanh
- Rủi ro thu hồi nợ
- Rủi ro tài chính và tỷ giá
- Các mặt hàng cụ thể của công ty hoặc ngành

### Điều khoản bán hàng
Cách thức và điều khoản bán hàng có thể có tác động không nhỏ đến giá giao dịch. Ví dụ, người mua sẽ trả nhiều tiền hơn nếu họ có thể trì hoãn thanh toán và mua với số lượng nhỏ hơn. Các điều kiện có thể ảnh hưởng đến giá bao gồm thời gian thanh toán, thòi gian bảo hành, giảm giá khối lượng, thời hạn của quyền sử dụng sản phẩm, hình thức xem xét, v.v.

### Cấp độ thị trường, điều kiện kinh tế và địa lý
Hàng hóa, dịch vụ hoặc tài sản có thể được cung cấp cho các cấp độ người mua hoặc người dùng khác nhau: nhà sản xuất đến nhà bán sỉ, nhà bán sỉ đến nhà bán sỉ, nhà bán sỉ đến nhà bán lẻ hoặc đến người tiêu dùng cuối cùng. Điều kiện thị trường, và do đó giá rất khác nhau ở các cấp độ này. Ngoài ra, giá có thể khác nhau rất lớn giữa các nền kinh tế hoặc có vị trí địa lý khác nhau. Ví dụ, một công ty đứng đầu mặt hàng súp lơ tại một thị trường bán lẻ sẽ đưa ra một mức giá khác nhau rất lớn ở vùng nông thôn Ấn Độ sẽ không được lựa chọn so với giá mặt hành đấy ở Tokyo. Người mua hoặc người bán có thể có các thị phần khác nhau cho phép họ đạt được mức chiết khấu khối lượng hoặc gây áp lực đủ lớn cho bên kia để hạ giá. Khi so sánh giá, các so sánh giả định phải ở cùng cấp thị trường, trong cùng một môi trường kinh tế và địa lý tương tự hoặc trong cùng điều kiện tương tự hoặc tương tự.

### Kiểm tra giá
Cơ quan thuế thường kiểm tra giá thực tế được tính giữa các bên liên kết để xác định xem điều chỉnh có phù hợp hay không. Việc kiểm tra như vậy là bằng cách so sánh (kiểm tra) giá như vậy với giá tương đương được tính giữa các bên độc lập. Việc kiểm tra như vậy chỉ có thể xảy ra khi kiểm tra tờ khai thuế của cơ quan thuế, hoặc người nộp thuế có thể được yêu cầu tự thực hiện việc kiểm tra đó trước khi nộp tờ khai thuế. Đánh giá như vậy đòi hỏi phải xác định cách tiến hành đánh giá, được gọi là phương pháp xác định giá chuyển nhượng.

#### Quy tắc lựa chọn phương pháp tốt nhất
Một số hệ thống ưu tiên cho một phương pháp đánh giá giá cụ thể. Tuy nhiên, các hệ thống của OECD và Hoa Kỳ quy định rằng phương pháp được sử dụng để kiểm tra sự phù hợp của giá của các bên liên kết phải là phương pháp tạo ra thước đo đáng tin cậy nhất về kết quả biên độ giá thị trường. Đây thường được gọi là quy tắc "phương pháp tốt nhất". Các yếu tố được xem xét bao gồm khả năng so sánh của các mục được kiểm tra và độc lập, độ tin cậy của dữ liệu có sẵn và các giả định theo phương pháp và xác nhận kết quả của phương pháp bằng các phương pháp khác.

#### Phương pháp so sánh giá giao dịch độc lập (CUP)
Phương pháp so sánh giá giao dịch độc lậo (CUP) có thể là phương pháp giao dịch xác định giá thị trường, sử dụng giá được tính trong các giao dịch tương đương giữa các bên độc lập. Về nguyên tắc, OECD  và hầu hết các quốc gia tuân theo hướng dẫn của OECD  coi phương pháp CUP là phương pháp trực tiếp nhất, với điều kiện là bất kỳ sự khác biệt nào giữa các giao dịch được kiểm soát và không được kiểm soát đều không ảnh hưởng trọng yếu đến giá hoặc tác dụng của chúng có thể được ước tính và điều chỉnh giá tương ứng có thể được thực hiện. Điều chỉnh có thể phù hợp khi các giao dịch được kiểm soát và không được kiểm soát chỉ khác nhau về khối lượng hoặc điều khoản; ví dụ: điều chỉnh lãi suất có thể được áp dụng trong đó sự khác biệt duy nhất là thời gian thanh toán (ví dụ: 30 ngày so với 60 ngày). Đối với các sản phẩm không phân biệt như hàng hóa, dữ liệu giá cho các giao dịch có giá thị trường ("so sánh bên ngoài") giữa hai hoặc nhiều bên độc lập khác có thể có sẵn. Đối với các giao dịch khác, có thể sử dụng các giao dịch có thể so sánh ("so sánh nội bộ") giữa bên được kiểm soát và các bên độc lập.
Các tiêu chí để áp dụng phương pháp CUP một cách đáng tin cậy thường không thể đáp ứng cho các giấy phép và các giao dịch khác liên quan đến tài sản vô hình duy nhất, do đó yêu cầu sử dụng các phương pháp xác định giá dựa trên dự báo lợi nhuận.

#### Phương thức xác định giá giao dịch khác
Trong số các phương pháp khác dựa trên các giao dịch thực tế (thường là giữa một bên được đánh giá và bên độc lập) và không phải là chỉ số, tổng hợp hoặc khảo sát thị trường là:
- Phương pháp giá vốn cộng lãi (C +): hàng hóa hoặc dịch vụ được cung cấp cho các bên độc lập được định giá nhất quán với chi phí thực tế cộng với một khoản markup cố định. Kiểm tra là bằng cách so sánh tỷ lệ phần trăm markup.[49]
- Phương pháp giá bán lại (RPM): hàng hóa thường được cung cấp bởi người bán hoặc được nhà bán lẻ mua đến / từ các bên độc lập với giá "niêm yết" tiêu chuẩn trừ đi mức chiết khấu cố định. Kiểm tra là bằng cách so sánh tỷ lệ chiết khấu.[50]
- Phương pháp lợi nhuận gộp: tương tự như phương pháp giá bán lại, được ghi nhận trong một vài hệ thống.

#### Phương pháp dựa trên lợi nhuận
Một số phương pháp kiểm tra gia có thể không cần dựa trên giao dịch thực tế. Việc sử dụng các phương pháp này có thể cần thiết do thiếu nguồn dữ liệu đáng tin cậy cho các phương thức giao dịch. Trong một số trường hợp, phương pháp phi giao dịch có thể đáng tin cậy hơn phương thức giao dịch vì việc điều chỉnh thị trường và điều chỉnh kinh tế đối với giao dịch có thể không đáng tin cậy. Những phương pháp này có thể bao gồm:
- Phương pháp so sánh tỷ suất lợi nhuận thuần (CPM): mức lợi nhuận của các công ty có cùng vị trí trong các ngành tương tự có thể được so sánh với một bên được đánh giá thích hợp.[51] Xem quy tắc của Hoa Kỳ bên dưới.
- Phương pháp lợi nhuận ròng của nghiệp vụ chuyển giao (TNMM): trong khi được gọi là phương thức giao dịch, đánh giá dựa trên lợi nhuận của các doanh nghiệp tương tự. Xem hướng dẫn của OECD bên dưới.[52]
- Phương pháp phân bổ lợi nhuận: tổng lợi nhuận của doanh nghiệp được phân chia theo cách thức dựa trên các phân tích kinh tế lượng.[53]

Phương pháp CPM và TNMM có lợi thế dễ dàng thực hiện trong thực tế. Cả hai phương pháp đều dựa vào phân tích dữ liệu vi mô của dữ liệu hơn là các giao dịch cụ thể. Những phương pháp này được thảo luận thêm về các hệ thống của Hoa Kỳ và OECD.
Hai phương pháp thường được cung cấp để áp dụng việc phân bổ lợi nhuận: phân bổ lợi nhuận tương đương  và phân bổ lợi nhuận còn lại. Trước đây việc yêu cầu phân bổ lợi nhuận bắt nguồn từ lợi nhuận hoạt động kết hợp của những người nộp thuế không được đánh giá là có giao dịch và hoạt động tương đương với các giao dịch và hoạt động đang được đánh giá. Phương pháp phân bổ lợi nhuận còn lại đòi hỏi một quy trình gồm hai bước: lợi nhuận đầu tiên được phân bổ cho các hoạt động thường xuyên, sau đó lợi nhuận còn lại được phân bổ dựa trên tỷ lệ đóng góp không theo quy định của các bên. Phân bổ còn lại có thể dựa trên biên độ thị trường bên ngoài hoặc ước tính dựa trên chi phí vốn hóa.

#### Bên đánh giá và chỉ tiêu mức lợi nhuận
Trong trường hợp kiểm tra giá xảy ra ngoài cơ sở giao dịch thuần túy, chẳng hạn như CPM hoặc TNMM, có thể cần phải xác định bên nào trong hai bên liên kết nên được kiểm tra. Đánh giá sẽ được thực hiện đối với đánh giá của bên đó sẽ tạo ra kết quả đáng tin cậy nhất. Nói chung, điều này có nghĩa là bên được đánh giá là bên có chức năng và rủi ro được so sánh dễ dàng nhất. So sánh kết quả của bên được đánh giá với kết quả của các bên tương đương có thể yêu cầu điều chỉnh kết quả của bên được đánh giá hoặc so sánh đối với các mặt hàng như mức tồn kho hoặc khoản phải thu.
Việc đánh giá yêu cầu xác định những tỷ suất sinh lời nên được sử dụng. Đây có thể là lợi nhuận ròng trên giao dịch, lợi nhuận trên tài sản được sử dụng hoặc một số biện pháp khác. Độ tin cậy thường được cải thiện cho TNMM và CPM bằng cách sử dụng một loạt các kết quả và dữ liệu nhiều năm, điều này dựa trên hoàn cảnh và điều kiện của các quốc gia liên quan.

### Vấn đề tài sản vô hình
Tài sản vô hình giá trị thường có tính chất độc nhất (có thể độc quyền). Thường không có mặt hàng nào có thể so sánh được. Giá trị gia tăng khi sử dụng tài sản vô hình có thể được thể hiện bằng giá của hàng hóa hoặc dịch vụ, hoặc bằng các khoản thanh toán phí (tiền bản quyền) để sử dụng tài sản vô hình. Do đó, việc cấp phép để sử dụng các tài sản vô hình gặp khó khăn trong việc xác định các mục tương đương để đánh giá. Tuy nhiên, khi cùng một tài sản được cấp phép cho các bên độc lập, giấy phép đó có thể cung cấp giá giao dịch tương đương. Phương pháp phân bổ lợi nhuận đặc biệt cố gắng đưa giá trị của tài sản vô hình vào tính toán.

### Dịch vụ
Doanh nghiệp có thể cung cấp dịch vụ cho các bên liên kết hoặc độc lập. Khi các dịch vụ cần thiết có sẵn trong một tập đoàn đa quốc gia, có thể có những lợi thế đáng kể cho toàn bộ doanh nghiệp để các thành viên của tập đoàn thực hiện các dịch vụ đó. Hai vấn đề tồn tại liên quan đến phí giữa các bên liên kết đối với dịch vụ: liệu các dịch vụ có thực sự được thực hiện để đảm bảo thanh toán hay không, và giá được tính cho các dịch vụ đó. Cơ quan thuế ở hầu hết các nước lớn, chính thức hoặc trên thực tế, đã kết hợp các truy vấn này vào việc kiểm tra các giao dịch dịch vụ của bên liên kết.
Có thể có những lợi thế về thuế thu được cho tập đoàn nếu một thành viên tính phí thành viên khác cho các dịch vụ, ngay cả khi thành viên chịu phí đó không có lợi. Để chống lại điều này, các quy tắc của hầu hết các hệ thống cho phép cơ quan thuế đặt câu hỏi liệu các dịch vụ được cho là thực hiện có thực sự mang lại lợi ích cho thành viên đang bị tính phí hay không. Các cuộc điều tra có thể tập trung vào việc các dịch vụ đã thực tế được thực hiện cũng như những bên được hưởng lợi từ các dịch vụ đó. Với mục đích này, một số quy tắc phân biệt dịch vụ quản lý với các dịch vụ khác. Các dịch vụ quản lý nói chung là những dịch vụ mà một nhà đầu tư sẽ phải chịu vì lợi ích riêng của mình trong việc quản lý các khoản đầu tư của mình. Phí nhận được của người đầu tư cho các dịch vụ như vậy thường không phù hợp. Trong trường hợp các dịch vụ không được thực hiện hoặc khi các bên liên kết chịu phí không có lợi ích trực tiếp đó, cơ quan thuế có thể không cho phép hoàn toàn việc áp dụng khoản phí đó.
Trong trường hợp các dịch vụ được thực hiện và mang lại lợi ích cho bên liên kết chịu phí từ các dịch vụ đó, quy tắc thuế cũng cho phép điều chỉnh giá của việc tính phí. Quy tắc kiểm tra giá dịch vụ có thể khác một chút so với quy tắc kiểm tra giá tính phí đối với hàng hóa do sự khác biệt vốn có giữa hoạt động cung cấp dịch vụ và bán hàng hóa. Nguyên tắc của OECD quy định rằng các quy định liên quan đến hàng hóa nên được áp dụng với các sửa đổi nhỏ và cân nhắc bổ sung. Ở Mỹ, một bộ phương pháp kiểm tra giá khác nhau được cung cấp cho các dịch vụ. Trong cả hai trường hợp, tiêu chuẩn so sánh và các vấn đề khác đều có thể sẽ được áp dụng cho cả hàng hóa và dịch vụ.
Thông thường các doanh nghiệp thực hiện các dịch vụ cho chính họ (hoặc cho các thành viên trong cùng tập đoàn) hỗ trợ cho hoạt động kinh doanh chính của họ. Ví dụ bao gồm các dịch vụ kế toán, pháp lý và máy tính cho những doanh nghiệp không tham gia kinh doanh cung cấp dịch vụ đó. Quy tắc giá chuyển nhượng có thể không phù hợp với một thành viên của doanh nghiệp thực hiện các dịch vụ đó cho một thành viện khác để kiếm lợi nhuận từ các dịch vụ đó. Việc kiểm tra giá để tính phí trong trường hợp đó có thể được gọi là chi phí dịch vụ hoặc phương pháp chi phí dịch vụ. Việc áp dụng phương pháp này có thể bị hạn chế theo quy tắc của một số quốc gia nhưng có thể được yêu cầu ở một số quốc gia, ví dụ như Canada.
Trong trường hợp các dịch vụ được thực hiện có tính chất xuất phát từ doanh nghiệp (hoặc thành viên cung cấp hoặc nhận dịch vụ) là khía cạnh quan trọng trong hoạt động kinh doanh của mình, các quy tắc của OECD và Hoa Kỳ cung cấp rằng một số mức lợi nhuận phù hợp với thành phần thực hiện dịch vụ. Các quy tắc của Canada không cho phép thực hiện lợi nhuận như vậy. Việc kiểm tra giá trong những trường hợp như vậy thường tuân theo một trong những phương pháp được mô tả ở trên đối với hàng hóa. Phương pháp giá vốn cộng lãi, đặc biệt, có thể được ưa chuộng bởi cơ quan thuế và người nộp thuế do dễ quản lý.

## Lý thuyết kinh tế

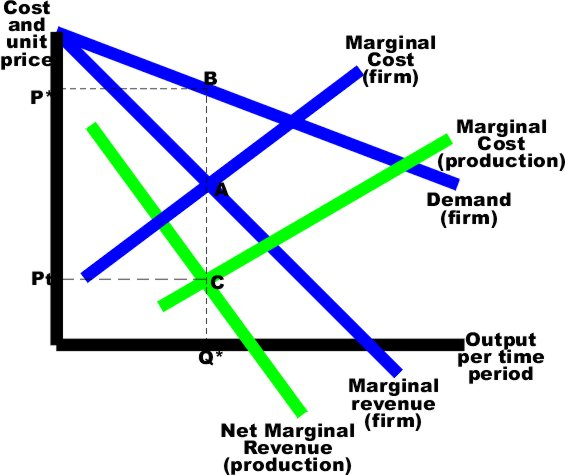
Giá chuyển nhượng không có thị trường bên ngoài

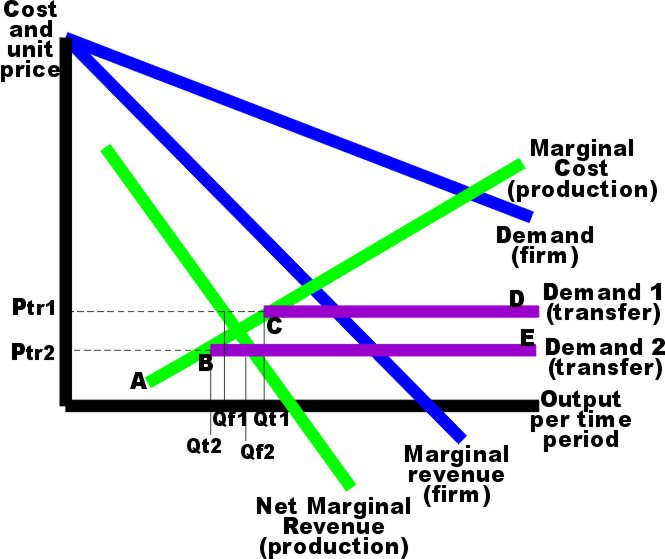
Gia chuyển nhượng với thị trường bên ngoài cạnh tranh

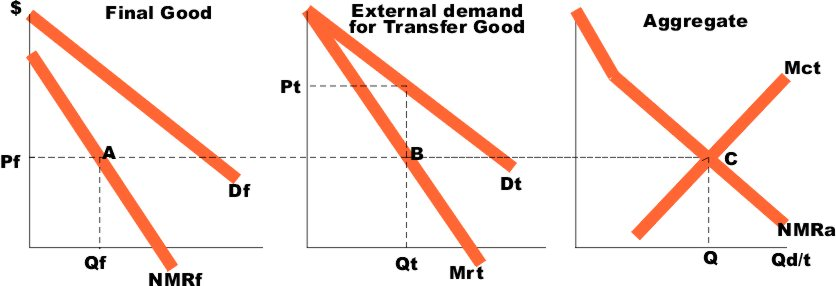
Giá chuyển nhượng với một thị trường bên ngoài không hoàn hảo

### Chia sẻ chi phí
Các doanh nghiệp đa thành phần có thể tìm thấy lợi thế kinh doanh đáng kể để chia sẻ chi phí phát triển hoặc mua một số tài sản nhất định, đặc biệt là tài sản vô hình. Các quy tắc chi tiết của Hoa Kỳ quy định rằng các thành viên của một tập đoàn có thể tham gia vào thỏa thuận chia sẻ chi phí (CSA) liên quan đến chi phí và lợi ích từ việc phát triển tài sản vô hình. Nguyên tắc của OECD cung cấp các đề xuất mang tính khái quát hơn cho cơ quan thuế để thực thi các hành động liên quan đến thỏa thuận đóng góp chi phí (CCA) đối với việc mua lại các loại tài sản khác nhau. Cả hai bộ quy tắc thường quy định rằng, chi phí nên được phân bổ giữa các thành viên dựa trên mức lợi nhuận được dự đoán tương ứng. Phí liên thành viên sau đó nên được thực hiện để mỗi thành viên chỉ chịu phần của chi phí được phân bổ đó. Do việc phân bổ vốn phải được thực hiện dựa trên kỳ vọng về các sự kiện trong tương lai, nên cơ chế phân bổ phải cung cấp các điều chỉnh trong tương lai khi các dự đoán trước về các sự kiện đã được chứng minh là không chính xác. Tuy nhiên, cả hai bộ quy tắc thường cấm áp dụng trong việc phân bổ.
Một yêu cầu quan trọng để hạn chế các điều chỉnh liên quan đến chi phí phát triển tài sản vô hình là phải có một thỏa thuận bằng văn bản giữa các thành viên tham gia. Các quy tắc về thuế có thể áp đặt các yêu cầu bổ sung về hợp đồng, tài liệu, kế toán và báo cáo đối với những người tham gia vào CSA hoặc CCA, tùy theo mỗi quốc gia.
Nói chung, theo CSA hoặc CCA, mỗi thành viên tham gia phải được quyền sử dụng một số quyền phần được phát triển theo thỏa thuận mà không cần thanh toán thêm. Do đó, người tham gia CCA nên có quyền sử dụng quy trình được phát triển theo CCA mà không phải trả tiền bản quyền. Quyền sở hữu của các quyền không cần phải được chuyển giao cho những người tham gia. Việc phân chia quyền nói chung được thực hiện dựa trên một số biện pháp có thể quan sát được, chẳng hạn như theo khu vực địa lý.
Những bên tham gia các hoạt động CSA và CCA có thể đóng góp tài sản hoặc quyền có sẵn để sử dụng trong việc phát triển tài sản. Đóng góp như vậy có thể được gọi là một đóng góp nền tảng. Sự đóng góp đó thường được coi là một khoản thanh toán của thành viên đóng góp và bản thân nó phải tuân theo các quy tắc giá chuyển nhượng hoặc quy tắc CSA đặc biệt.
Một xem xét quan trọng trong CSA hoặc CCA là chi phí phát triển hoặc mua lại phải tuân theo các thỏa thuận. Điều này có thể được chỉ định theo hình thức thỏa thuận, nhưng cũng có thể được điều chỉnh bởi cơ quan thuế.
Để xác định lợi ích dự đoán một cách hợp lý, những người tham gia buộc phải đưa ra dự báo về các sự kiện trong tương lai. Những dự báo như vậy vốn không mang tính chất chắc chắn. Hơn nữa, có thể tồn tại sự không chắc chắn về cách đo lường những lợi ích như vậy. Một cách để xác định lợi ích dự đoán như vậy là việc dự kiến doanh số hoặc tỷ suất lợi nhuận gộp của bên tham gia, được đo bằng đơn vị đồng tiền chung hoặc doanh số của mỗi đơn vị.
Cả hai bộ quy tắc đều chỉ ra rằng bên tham gia có thể gia nhập hoặc rời khỏi CSA hoặc CCA. Trong các sự kiện như vậy, các quy tắc yêu cầu các thành viên thực hiện thanh toán mua vào hoặc mua ra. Các khoản thanh toán như vậy có thể được yêu cầu để thể hiện giá trị thị trường của trạng thái phát triển hiện tại hoặc có thể được tính theo mô hình phục hồi chi phí hoặc mô hình vốn hóa thị trường.

### Hình phạt và tài liệu
Một số khu vực pháp lý áp đặt các hình phạt đáng kể liên quan đến điều chỉnh giá chuyển nhượng của cơ quan thuế. Những hình phạt này được tính theo ngưỡng cho việc áp dụng hình phạt cơ bản và hình phạt có thể được tăng lên ở các ngưỡng khác. Ví dụ: các quy tắc của Hoa Kỳ áp dụng hình phạt 20% thuế với mức điều chỉnh vượt quá 5 triệu đô la Mỹ, tăng lên 40% thuế khi giá trị điều chỉnh vượt quá 20 triệu đô la Mỹ.
Quy tắc của nhiều quốc gia yêu cầu người nộp thuế phải ghi nhận rằng giá được tính nằm trong giá cho phép theo quy tắc giá chuyển nhượng. Trong trường hợp tài liệu đó không được chuẩn bị kịp thời, có thể áp dụng hình phạt, như trên. Tài liệu có thể được yêu cầu phải có trước khi nộp tờ khai thuế để tránh những hình phạt này. Tài liệu của người nộp thuế không cần phải được cơ quan thuế dựa vào bất kỳ khu vực tài phán nào cho phép điều chỉnh giá. Một số hệ thống cho phép cơ quan thuế bỏ qua các thông tin không được cung cấp kịp thời bởi người nộp thuế, bao gồm cả tài liệu cung cấp trước. Ấn Độ yêu cầu tài liệu đó không chỉ được đưa ra trước khi nộp tờ khai mà còn là tài liệu được chứng nhận bởi Kế toán viên công chứng khi chuẩn bị hồ sơ công ty.

## Quy tắc thuế cụ thể của Hoa Kỳ
Quy tắc giá chuyển nhượng của Mỹ là khá dài dòng. Họ kết hợp tất cả các nguyên tắc trên, sử dụng CPM (xem bên dưới) thay vì TNMM. Các quy tắc của Hoa Kỳ quy định cụ thể rằng ý định của người nộp thuế để lách hoặc trốn thuế không phải là điều kiện tiên quyết để điều chỉnh bởi Dịch vụ Doanh thu Nội bộ, cũng không phải là các điều khoản không được công nhận. Các quy tắc của Hoa Kỳ không ưu tiên cho bất kỳ phương pháp kiểm tra giá cụ thể nào, thay vào đó yêu cầu phải phân tích rõ ràng để xác định phương pháp tốt nhất. Các tiêu chuẩn so sánh của Hoa Kỳ giới hạn việc sử dụng các điều chỉnh cho các chiến lược kinh doanh trong việc kiểm tra giá để xác định rõ ràng các chiến lược thị phần, nhưng cho phép xem xét hạn chế về tiết kiệm địa điểm.

### Phương pháp so sánh tỷ suất lợi nhuận thuần
Phương pháp so sánh tỷ suất lợi nhuận thuần (CPM)  đã được giới thiệu trong các quy định đề xuất năm 1992 và là một tính năng nổi bật của thực tiễn giá chuyển nhượng IRS kể từ đó. Theo CPM, kết quả chung của bên được đánh giá, thay vì giao dịch của bên đó, được so sánh với kết quả chung của các doanh nghiệp có vị thế tương tự có dữ liệu đáng tin cậy. So sánh được thực hiện cho các chỉ số mức lợi nhuận đáng tin cậy nhất đại diện cho lợi nhuận cho loại hình kinh doanh. Ví dụ, lợi nhuận của một công ty bán hàng có thể được đo lường một cách đáng tin cậy nhất là lợi nhuận bán hàng (lợi nhuận trước thuế tính theo phần trăm doanh thu).
CPM vốn đã yêu cầu mức độ so sánh thấp hơn về bản chất của hàng hóa hoặc dịch vụ. Hơn nữa, những dữ liệu được sử dụng để áp dụng CPM thường có thể dễ dàng tiếp cận được ở Hoa Kỳ và nhiều quốc gia thông qua hồ sơ công khai của các doanh nghiệp tương đương (trên các cơ sở dữ liệu).
Kết quả của bên được đánh giá hoặc các doanh nghiệp tương đương có thể yêu cầu điều chỉnh để đạt đến điều kiện có thể so sánh. Những điều chỉnh như vậy có thể bao gồm điều chỉnh lãi suất hiệu quả cho mức tài chính của khách hàng hoặc mức nợ, điều chỉnh hàng tồn kho, v.v.

### Vấn đề giá vốn cộng lãi và giá bán lại
Các quy tắc của Hoa Kỳ áp dụng phương pháp giá bán lại và giá vốn cộng lãi với đối với hàng hóa nghiêm ngặt trên cơ sở giao dịch. Do đó, các giao dịch tương đương phải được tìm thấy cho tất cả các giao dịch được đánh giá để áp dụng các phương thức này. Trung bình ngành hoặc các biện pháp thống kê không được phép. Khi một thực thể sản xuất cung cấp hợp đồng sản xuất cho cả các bên liên kết và độc lập, họ có thể dễ dàng có dữ liệu đáng tin cậy về các giao dịch tương đương. Tuy nhiên, không có sự so sánh như vậy, thường rất khó để có được dữ liệu đáng tin cậy để áp dụng giá vốn cộng lãi.
Các quy tắc về dịch vụ mở rộng giá vốn cộng lãi, cung cấp tùy chọn bổ sung để giảm thiểu các vấn đề dữ liệu này. Các khoản phí cho các bên liên kết cho các dịch vụ không thuộc hoạt động kinh doanh chính của bên được đánh giá hoặc tập đoàn bên liên kết được cho là có thể được coi là giá thị trường nếu được định giá bằng giá vốn cộng lãi bằng 0 (phương pháp chi phí dịch vụ). Các dịch vụ này có thể bao gồm các hoạt động bí mật và gián tiếp (ví dụ: dịch vụ kế toán và xử lý dữ liệu cho các nhóm không tham gia cung cấp dịch vụ đó cho khách hàng), thử nghiệm sản phẩm hoặc nhiều dịch vụ không tách rời như vậy. Phương pháp này không được phép sản xuất, bán lại và một số dịch vụ khác thường không thể thiếu đối với một doanh nghiệp.
Các quy tắc của Hoa Kỳ cũng đặc biệt cho phép các thỏa thuận dịch vụ chia sẻ. Theo các thỏa thuận như vậy, các thành viên trong tập đoàn khác nhau có thể thực hiện các dịch vụ có lợi cho nhiều thành viên. Giá được tính được coi là giá thị trường trong đó chi phí được phân bổ một cách nhất quán giữa các thành viên dựa trên lợi ích dự đoán hợp lý. Chẳng hạn, chi phí dịch vụ chia sẻ có thể được phân bổ giữa các thành viên dựa trên công thức liên quan đến doanh số bán hàng dự kiến hoặc thực tế hoặc kết hợp các yếu tố.

### Điều khoản giữa các bên
Theo quy định của Hoa Kỳ, những hành vi thực tế của các bên quan trọng hơn những điều khoản hợp đồng. Trong trường hợp hành vi của các bên khác với các điều khoản trong hợp đồng, IRS có thẩm quyền coi những điều khoản thực tế là những điều khoản cần thiết cho phép thực hiện các hành vi thực tế.

### Điều chỉnh
Các quy tắc của Hoa Kỳ yêu cầu IRS có thể không điều chỉnh giá nằm trong biên độ giá thị trường. Khi giá được tính nằm ngoài phạm vi đó, giá có thể được IRS đơn phương điều chỉnh theo điểm trung vị của biên độ. Trách nhiệm chứng minh rằng việc điều chỉnh giá chuyển nhượng của IRS thuộc về người nộp thuế là không chính xác trừ khi các điều chỉnh IRS được thể hiện là tùy tiện và thất thường. Tuy nhiên, các tòa án thường yêu cầu cả người nộp thuế và IRS phải chứng minh sự thật của họ khi không đạt được thỏa thuận.